# 刘瑾 (刘宋)
长沙悼王劉瑾（5世紀—453年），字彦瑜，南朝宋长沙景王刘道鄰之孙，长沙成王劉义欣长子。

## 生平
宋文帝元嘉十六年（439年）閏九月，长沙王劉义欣去世。劉瑾服闋後，袭封长沙王，官至太子屯骑校尉。元嘉三十年（453年），太子刘劭弑父篡位，劉瑾也同时被杀。宋孝武帝即位后，追赠劉瑾散骑常侍，谥悼王。

## 家庭
- 子：劉粲，早夭
- 子：劉纂，袭封长沙王